# 4290 Хейсей
4290 Хейсей (4290 Heisei) — астероїд головного поясу, відкритий 30 жовтня 1989 року.
Тіссеранів параметр щодо Юпітера — 3,222.